# Verkoop van een slavin in Rome
Verkoop van een slavin in Rome (Frans: Vente d'une esclave à Rome) is een schilderij van Jean-Léon Gérôme uit 1884. Sinds 1930 maakt het deel uit van de collectie van de Hermitage in Sint-Petersburg. Vrijwel gelijktijdig vervaardigde de kunstenaar een ander schilderij dat dezelfde scène laat zien, maar nu van de achterkant. Dit werk, Een Romeinse slavenmarkt (Engels: A Roman Slave Market), is tegenwoordig te zien in het Walters Art Museum in Baltimore. Hoewel de "salonkunst" van Gérôme in zijn tijd bijzonder geliefd was, kan zijn werk tegenwoordig op veel minder waardering rekenen. De criticus Carel Peeters noemde Verkoop van een slavin in Rome "kunst voor in het depot".

## Voorstelling
In 1843 maakt Gérôme samen met zijn leraar Paul Delaroche een reis door Italië. Hij bezoekt onder meer de opgravingen in Pompeï en Herculaneum en is onder de indruk van de vondsten die daar gedaan worden. In zijn carrière zal hij later met grote regelmaat Romeinse thema's uitbeelden; zo schilderde hij zes maal een slavenmarkt. 
Op de voorstellingen van de slavenmarkt uit Sint-Petersburg en Baltimore wordt een jonge slavin naakt in Rome aangeboden aan een enthousiast biedende menigte. Naast haar staan enkele andere slaven op hun beurt te wachten. 
Voor deze werken maakte Gérôme enkele potloodschetsen die zich tegenwoordig in verschillende musea bevinden. Op een daarvan (afb. 2) is te zien dat de schilder de slavin oorspronkelijk een andere houding liet aannemen. Voor de uiteindelijke versie greep hij terug op een werk uit 1861, Phryne voor de Areopaag (afb. 1), dat veel opzien gebaard had. Voor dat schilderij had hij bij Nadar een foto besteld van het model Marie-Christine Ledoux in de pose die hij ook Phryne zou laten aannemen. Op die foto greep Gérôme nu terug, zij het met een kleine aanpassing op de versie in Sint-Petersburg.
Op een andere tekening (afb. 3) staat een schets van een klerk op de versie in de Hermitage en een koper op het schilderij uit Baltimore. Dit is een duidelijke aanwijzing dat Gérôme in dezelfde periode aan de doeken gewerkt heeft.

## Herkomst
Verkoop van een slavin in Rome:
- 1884: de kunstenaar verkoopt het schilderij nog voor de opening van de salon aan grootvorst Sergej Aleksandrovitsj.
- De grootvorst schenkt het aan zijn echtgenote, grootvorstin Elisabeth Fjodorovna.
- 1930:  via de communistische organisatie Antiquariat komt het werk in de Hermitage terecht.

Romeinse slavenmarkt:
- in bezit van de kunsthandel Boussod, Valadon & Cie in Parijs, waarmee Gérôme door zijn huwelijk verbonden was.
- in bezit van James B. Haggin, een Turks-Amerikaanse multimiljonair.
- 1917: gekocht door Henry Walters.
- 1931: nagelaten aan het Walters Art Museum.

## Afbeeldingen

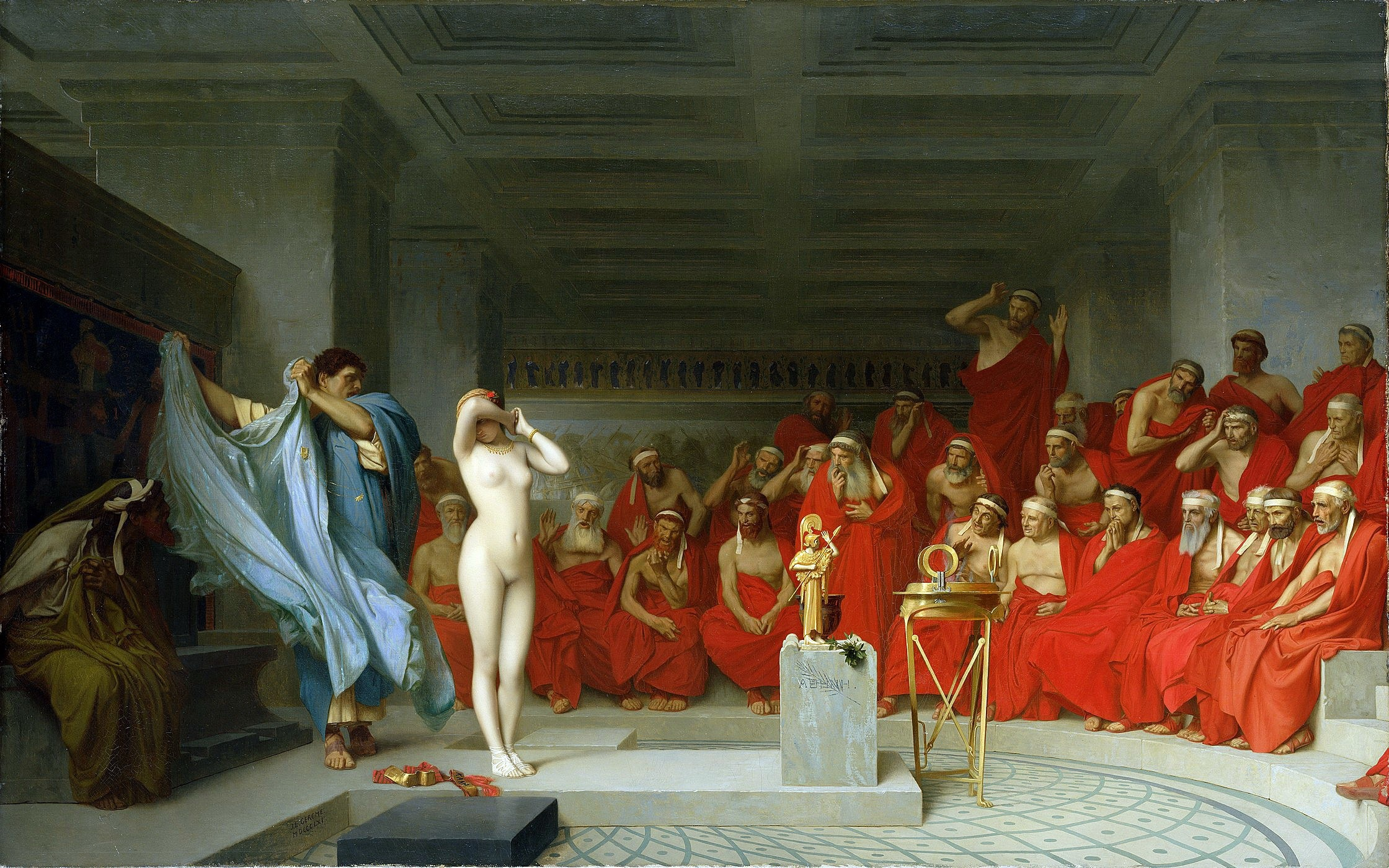
1. Phryne voor de Areopaag (1861)
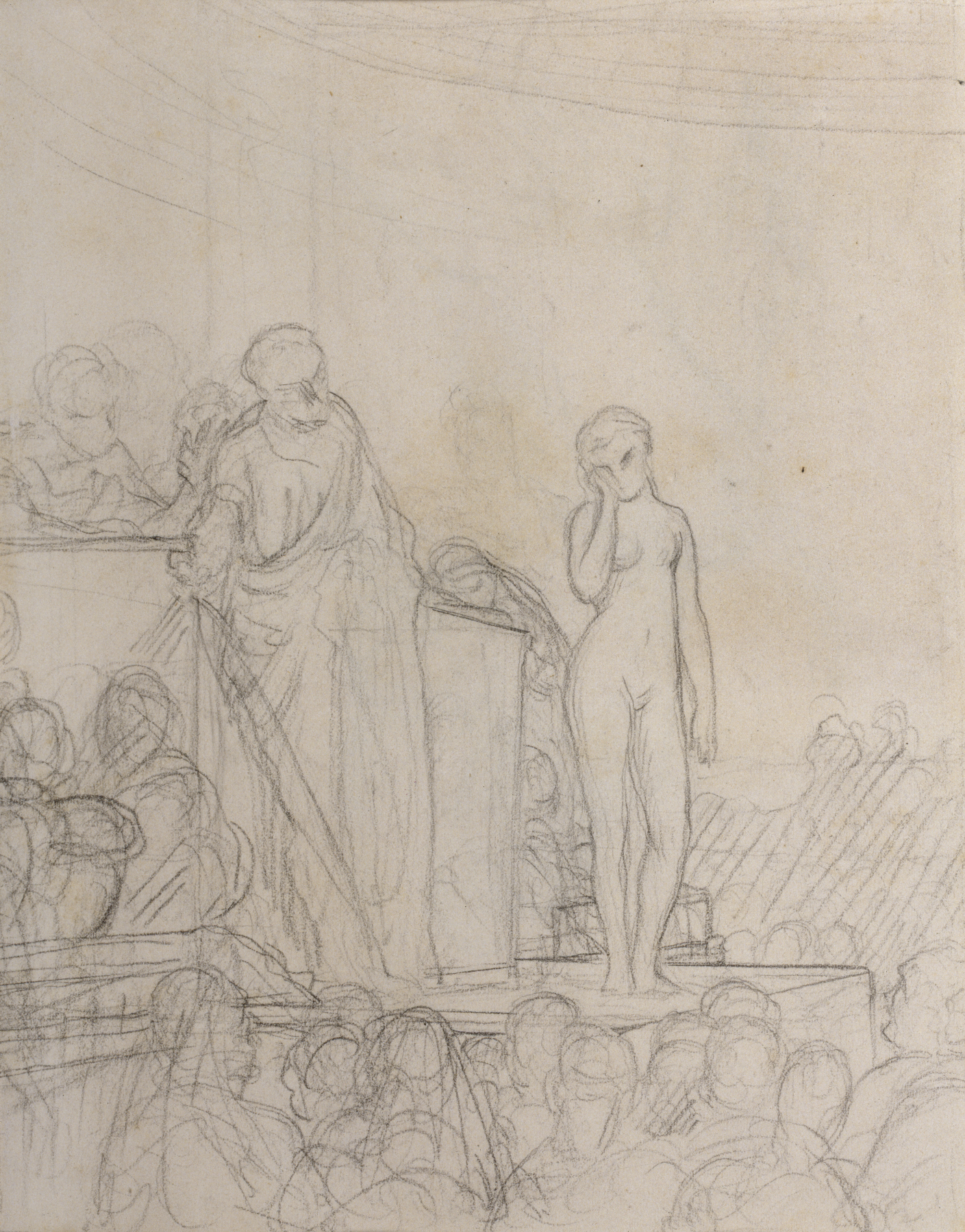
2. studie in potlood (ca. 1884)
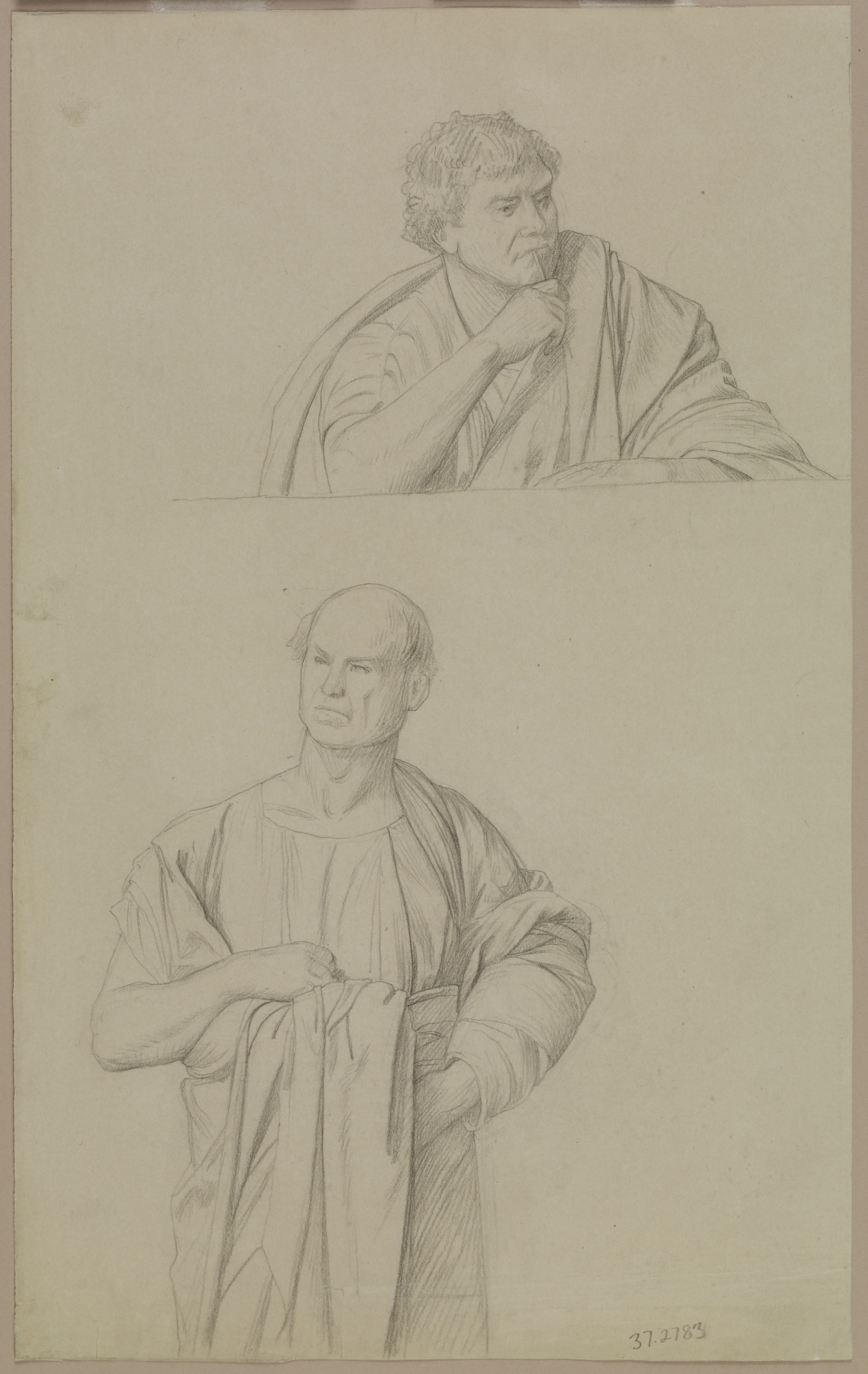
3. studie in potlood
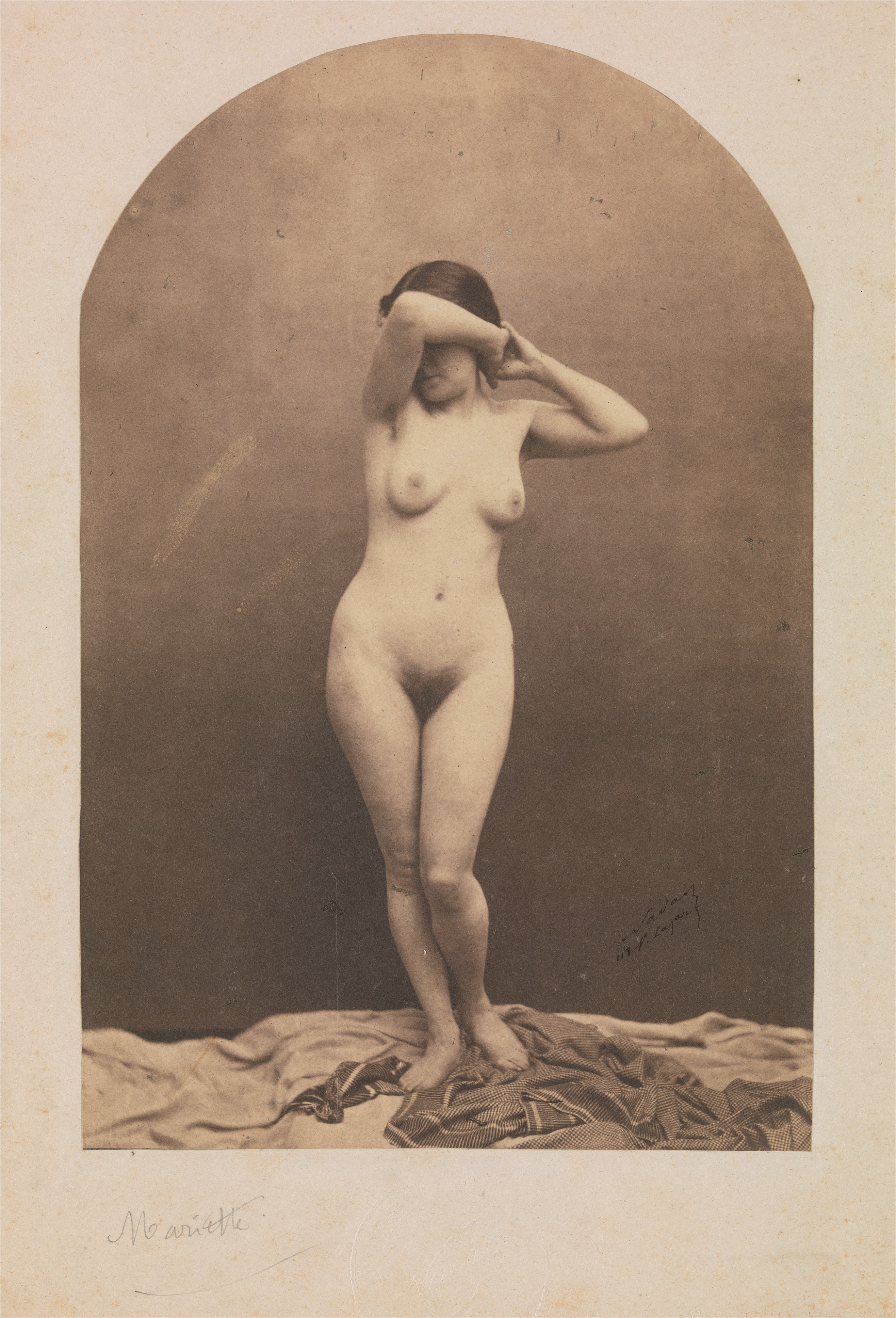
4. Foto van Marie-Christine Ledoux